# 브라이언 타일러
브라이언 타일러(Brian Tyler, 1972년 5월 8일)는 미국의 영화 음악 작곡가이다.

## 디스코그래피

### 극장 영화
- 6현의 사무라이
- 프레일티
- 부바 호-텝
- 어둠의 저주
- 헌티드 (2003년 영화)
- 타임라인 (영화)
- 파이널 컷 (2004년 영화)
- 갓센드
- 파파라치 (2004년 영화)
- 콘스탄틴 (영화)
- 내 생애 최고의 경기
- 아나폴리스 (2006년 영화)
- 버그 (2006년 영화)
- 패스트 & 퓨리어스: 도쿄 드리프트
- 워 (2007년 영화)
- 에이리언 VS. 프레데터 2
- 람보 4: 라스트 블러드
- 방콕 데인저러스 (2008년 영화)
- 이글 아이
- 라자루스 프로젝트
- 드래곤볼 에볼루션
- 파이널 데스티네이션 4
- 모범시민
- 익스펜더블
- 월드 인베이젼
- 분노의 질주: 언리미티드
- 파이널 데스티네이션 5
- 존은 끝에 가서 죽는다
- 콜럼버스 서클 (영화)
- 브레이크 (2012년 영화)
- 익스펜더블 2
- 아이언맨 3
- 스탠딩 업
- 나우 유 씨 미: 마술사기단
- 토르: 다크 월드
- 닌자터틀
- 인투 더 스톰 (2014년 영화)
- 익스펜더블 3
- 분노의 질주: 더 세븐
- 어벤져스: 에이지 오브 울트론
- 디스어포인트먼트 룸
- 트루스 (2015년 영화)
- 크리미널 (2016년 영화)
- 나우 유 씨 미 2
- 트리플 엑스 리턴즈
- 파워레인져스: 더 비기닝
- 분노의 질주: 더 익스트림
- 미이라 (2017년 영화)
- 크레이지 리치 아시안
- 이스케이프 룸 (2019년 영화)
- 왓 맨 원트
- 파이브 피트
- 레디 오어 낫
- 람보 : 라스트 워
- 미녀 삼총사 3
- 내가 죽기를 바라는 자들
- 분노의 질주: 더 얼티메이트
- 이스케이프 룸 2: 노 웨이 아웃
- 스크림 (2022년 영화)
- 리디밍 러브
- 칩과 데일: 다람쥐 구조대
- 슈퍼 마리오 브라더스 (영화)

### 텔레비전 영화
- 트랜스포머 프라임 비스트헌터: 프레데콘 라이징
- 마블 시네마틱 유니버스

### 텔레비전 시리즈
- 스타 트렉: 엔터프라이즈
- 피어 잇셀프 (드라마)
- 하와이 파이브-0
- 트랜스포머 프라임
- 테라 노바 (드라마)
- 슬리피 할로우 (드라마)
- 스콜피언 (드라마)
- 옐로우스톤 (드라마)
- 스웜프 씽 (드라마)
- 1883 (드라마)

### 비디오 게임
- 콜 오브 듀티: 모던 워페어 3
- 니드 포 스피드: 더 런
- 파 크라이 3
- 어쌔신 크리드 IV: 블랙 플래그
- 로스트아크